# Трка на 800 метара
Трка на 800 метара је најкраћа средњопругашка атлетска дисциплина. Трка на 800 метара се трчи два круга (на стазама дугим 400 метара). Код дворанских надметања, стаза је дуга 200 метара, па се трчи четири круга.
Ова трка захтева брзину и издржљивост, и зато представља комбинацију спринта и трчања на средње пруге.

## Историја
Почетак ове атлетске дисциплине треба тражити у Енглеској у 18. веку, јер су се прва званична такмичења на средње пруге одржавале тамо и у САД. Први резултати тих такмичења везани су за стазе мерене јардима. Стандардне дужине трчања на средње пруге биле су 880 и 1.000 јарди. Серију светских рекорда на 880 јарди започео је Американац Лон Мајерс који је између 1865. и 1878. успео да се припреми тако да је, на пример, у 7 трка за једно поподне (предтакмичење и финале) освојио титуле првака САД на 100, 220, 440 и 880 јарди. Основа његовог тренинга био је рад на брзини, уз трчање на дистанце краће од оних на којима ће се такмичити. Радио је и на издржљивости трчећи на деоницама које су дуже од оних на којима ће трчати на такмичењу, што је за оно време била значајна новина.
Мајерс је својим начином трчања развио такву брзинску издржљивост, којој у његово време нико није могао одолети. После Мајерса ређају се велика имена као што су Мел Шепард, Тед Мередит, Ханс Браун, Даглас Лоу, Ото Пелцер све до Рудолфа Харбига. Харбиг је 1939. уношењем интервалног метода тренинга, поставио тадашњи светски рекорд на 800 м (1:46,6), који није надмашен пуних 16 година. Са Харбигом су усавршавању ове дисциплине допринели и други мајстори атлетске стазе: Марио Ланци, Џон Вудраф, Артур Винт, Марсел Ансен, Том Кортни и Питер Снел. Занимљиво је да је Снелова специјалност била трчање на 1.500 метара (односно 1 миља — 1609 м), а не трка на 400 м као у већине дотадашњих истакнутих „800-метраша“. У рекордној трци Снел је на 800 метара остварио време 1:44,3 мин, а пролазна времена на сваких 200 метара износила су 24,8+26,02+25,9+27,4 сек. Оштре границе између продуженог спринта и средњих пруга, а посебно између њихових класичних представника тј. 800 и 1.500 м постале су све блаже.

## Тактика
Трку на 800 метара, такмичари започињу из високог старта, свако у својој стази којом морају трчати до изласка из прве кривине (око 115m). Након прве кривине, такмичари могу прећи у унутрашњу стазу. Забрањено је ометати и гурати друге такмичаре. Трчање пуном брзином током читаве дужине трке је немогуће, па добра тактика одлучује победника. Диктирање темпа од самог почетка се најчешће сматра погрешном тактиком, зато што већи отпор ваздуха и ударе ветра трпи онај који се налази на челу, а то може да одлучи победника код једнаких такмичара. Атлетичар који трчи са унутрашње стране, али не на водећој позицији, мора да води рачуна да не остане блокиран од стране других атлетичара, чиме би изгубио могућност да трчи према својој тактици. Трчање на зачељу, такође није препоручљиво, јер ови тркачи могу да буду у значајном заостатку за оним водећим када се крене у завршни спринт.
Тркачи на 800 метара су веома често добри спринтери па се такмиче и у штафети 4 × 400 метара. Ипак, једино су Алберто Хуанторена и Јармила Кратохвилова остварили значајне резултате у трци на 400 метара и у трци на 800 метара. Тркачи на 800 метара су најчешће веома успешни и у трци на 1500 метара.

## Светски рекорди
Први светски рекорд на 800 м у атлетици ИААФ (International Association of Athletics Federations – Међународна атлетска федерација) је признала 1912. године. Тренутни рекорд код мушкараца је 1:40,91 минута, а постигао га је Дејвид Рудиша из Кеније у Лондону 9. августа 2012. Код жена рекорд држи Јармила Кратохвилова из Чехословачке у времену 1:53,28, а постигнут је у Минхену, 26. јула 1983.
Светски рекорд за мушкарце на 800 метара у дворани је 1:42,67  минута а постигао га је Вилсон Кипкетер из Данске у Паризу 9. марта 1997. Код жена рекорд држи Јоланда Чеплак из Словеније резултатом 1:55,82 у Бечу, 3. март 2002.
Светски јуниорски рекорд за мушкарце држи Најџел Ејмос из Боцване са 1:41,73 истрчаним у Лондону 9. августа 2012.
Светски јуниорски рекорд за жене држи Памела Џелимо из Кеније са 1:54.01 истрчаним у Цириху 29. августа 2008.

## Листа најбољих резултата на 800 метара за мушкарце на отвореном
Ово је листа10 најбржих атлетичара свих времена у трци на 800 м на отвореном са стањем на дан 14. новембар 2024. (Напомена: неки атлетичари су више пута истрчали трку у приказаном временском распону. Приказан је само најбољи резултат сваког атлетичара.)
| Позиција | Време   | Име             | Земља                | Место    | Датум            |
| -------- | ------- | --------------- | -------------------- | -------- | ---------------- |
| 1        | 1:40,91 | Дејвид Рудиша   | Кенија               | Лондон   | 9. август 2012.  |
| 2        | 1:41,11 | Вилсон Кипкетер | Данска               | Келн     | 24. август 1997. |
| 2        | 1:41,11 | Емануел Вањоњи  | Кенија               | Лозана   | 22. август 2024. |
| 4        | 1:41,20 | Марко Ароп      | Канада               | Сен Дени | 10. август 2024. |
| 5        | 1:41,46 | Ђамел Сеђати    | Алжир                | Монако   | 12. јул 2024.    |
| 6        | 1:41,61 | Габријел Туал   | Француска            | Париз    | 7. јул 2024.     |
| 7        | 1:41,67 | Брајс Хопел     | САД                  | Сен Дени | 10. август 2024. |
| 8        | 1:41,73 | Себастијан Коу  | Уједињено Краљевство | Фиренца  | 10. јун 1981.    |
| 9        | 1:41,73 | Најџел Ејмос    | Боцвана              | Лондон   | 9. август 2012.  |
| 10       | 1:41,77 | Жоаким Круз     | Бразил               | Келн     | 26. август 1984. |

## Мушки рекорди у трци на 800 метара на отвореном
(стање 14. новембар 2024)
|     | Резултат/м | Име               | Држава                           | Место                   | Датум            |
| --- | ---------- | ----------------- | -------------------------------- | ----------------------- | ---------------- |
| СР  | 1:40,91    | Дејвид Рудиша     | Кенија                           | Лондон                  | 9. август 2012.  |
| ОР  | 1:40,91    | Дејвид Рудиша     | Кенија                           | Лондон                  | 9. август 2012.  |
| ЕР  | 1:41,11    | Вилсон Кипкетер   | Данска                           | Келн                    | 24. август 1997. |
| САР | 1:41,20    | Марко Ароп        | Канада                           | Сен Дени                | 10. август 2024. |
| ЈАР | 1:41,77    | Жоакин Круз       | Бразил                           | Келн, Западна Немачка   | 26. август 1984. |
| АФР | 1:40,91    | Дејвид Рудиша     | Кенија                           | Лондон                  | 9. август 2012.  |
| АЗР | 1:42,79    | Јусуф Саад Камел  | Бахреин                          | Монако                  | 29. јул 2008.    |
| ОКР | 1:43,99    | Џозеф Денг        | Аустралија                       | Десен Шарпје, Француска | 8. јул 2023.     |
| РС  | 1:44,75    | Слободан Ппоповић | СФРЈ · АК Црвена звезда, Београд | Линц, Аустрија          | 15. август 1988. |

## Листа најбољих резултата на 800 метара за жене на отвореном
Ово је листа 10 најбржих атлетичарки у трци на 800 м на отвореном са стањем на дан 14. новембар 2024.  (Напомена: неке атлетичарке су више пута истрчале трку у приказаном временском распону. Приказан је само најбољи резултат сваке атлетичарке.)
| Позиција | Време   | Име                  | Земља                  | Место     | Датум               |
| -------- | ------- | -------------------- | ---------------------- | --------- | ------------------- |
| 1        | 1:53,28 | Јармила Кратохвилова | Чехословачка           | Минхен    | 26. јул 1983.       |
| 2        | 1:53,43 | Надежда Олизаренко   | Совјетски Савез        | Москва    | 27. јул 1980.       |
| 3        | 1:54.01 | Памела Џелимо        | Кенија                 | Цирих     | 29. август 2008.    |
| 4        | 1:54.25 | Кастер Семења        | Јужноафричка Република | Париз     | 30. јун 2018.       |
| 5        | 1:54,44 | Ана Фиделија Кирот   | Куба                   | Барселона | 9. септембар 1989.  |
| 6        | 1:54,61 | Кили Хоџкинсон       | Уједињено Краљевство   | Лондон    | 20. јули 2024.      |
| 7        | 1:54,81 | Олга Минејева        | Совјетски Савез        | Москва    | 27. јул 1980.       |
| 8        | 1:54,94 | Татјана Казанкина    | Совјетски Савез        | Монтреал  | 26. јул 1976.       |
| 9        | 1:54.97 | Ејтинг Му            | САД                    | Јуџин     | 17. септембар 2023. |
| 10       | 1:55,05 | Доина Мелинте        | Румунија               | Букурешт  | 1. август 1982.     |

## Женски рекорди у трци на 800 метара на отвореном
(стање 14. новембар 2024)
|     | Резултат/м | Име                  | Држава                 | Место             | Датум              |
| --- | ---------- | -------------------- | ---------------------- | ----------------- | ------------------ |
| СР  | 1:53,28    | Јармила Кратохвилова | Чехословачка           | Минхен            | 26. јул 1983.      |
| ОР  | 1:53,43    | Надежда Олизаренко   | Совјетски Савез        | Москва            | 27. јул 1980.      |
| ЕР  | 1:53,28    | Јармила Кратохвилова | Чехословачка           | Минхен            | 26. јул 1983.      |
| САР | 1:54,44    | Ана Фиделиа Кирот    | Куба                   | Барселона,        | 9. септембар 1989. |
| ЈАР | 1:56,68    | Летисија Вријезде    | Суринам                | Гетеборг, Шведска | 13. август 1995.   |
| АФР | 1:54,01    | Памела Желимо        | Кенија                 | Цирих             | 29. август 2008.   |
| АЗР | 1:55,54    | Донг Љу              | Кина                   | Пекинг            | 9. септембар 1993. |
| ОКР | 1:57,78    | Катриона Бисет       | Аустралија             | Лондон            | 23. јул 2023.      |
| РС  | 1:59,90    | Амела Терзић         | Србија · АК Нови Пазар | Стара Загора      | 20. јун 2015.      |